# Ribera de San Benito
Ribera de San Benito es una pedanía española del municipio conquense de Villanueva de la Jara, en la comunidad autónoma de Castilla-La Mancha. Está situada junto al río Júcar. 
En 2017 tenía 2 habitantes según las cifras oficiales del INE.
- Datos: Q5560689